# Johan Edlund
Johan Edlund (født 9. marts 1971) er en svensk sanger, guitarist og keyboardspiller, bedst kendt fra bandene Tiamat og Lucyfire. Men har også været gæstesanger i Ayreon og remixet sange for Rammstein og London After Midnight.

## Diskografi
- Rammstein "Stripped" (single, 1998)

 Dette afsnit eller denne liste er kun påbegyndt. Hvis du ved mere om emnet, kan du hjælpe Wikipedia ved at tilføje mere.